# Jamy Franco
Pour les articles homonymes, voir Jamy et Franco.
Jamy Amarilis Franco Núñez, née le 1er juillet 1991 dans le département de Santa Rosa, est une athlète guatémaltèque, spécialiste de la marche.

## Biographie
Son meilleur temps sur 20 km marche est de 1 h 30 min 57 s, obtenu à Lugano le 18 mars 2012. Elle a terminé 11e des Championnats du monde jeunesse à Ostrava en 2007. Elle remporte une Coupe panaméricaine de marche.

### Palmarès
| Date | Compétition                        | Lieu        | Résultat | Épreuve         | Performance     |
| ---- | ---------------------------------- | ----------- | -------- | --------------- | --------------- |
| 2005 | Championnats panaméricains juniors | Windsor     | 1re      | 10 000 m marche | 49 min 36 s 25  |
| 2011 | Jeux panaméricains                 | Guadalajara | 1re      | 20 km marche    | 1 h 32 min 38 s |
| 2012 | Jeux olympiques                    | Londres     | 30e      | 20 km marche    | 1 h 33 min 18 s |

### Records
| Épreuve      | Performance     | Lieu   | Date         |
| ------------ | --------------- | ------ | ------------ |
| 20 km marche | 1 h 30 min 57 s | Lugano | 18 mars 2012 |